# Ostatni samuraj
Ostatni samuraj (ang. The Last Samurai) – amerykański film kostiumowy z 2003 r. w reżyserii Edwarda Zwicka z Tomem Cruise’em w roli głównej.
Fabuła filmu została oparta na wydarzeniach związanych z Buntem Satsumy w 1877 roku, na czele którego stał Takamori Saigō (1828–1877), oraz rosnącymi wpływami zachodnich mocarstw w okresie restauracji Meiji.

## Postacie
- Kapitan Nathan Algren (Tom Cruise) – weteran wojny secesyjnej, na której zabił wielu ludzi. Wyrzuty sumienia doprowadziły go do stanu depresyjnego. Z braku lepszych alternatyw zgodził się szkolić japońskich żołnierzy do walki z samurajami.
- Katsumoto (Ken Watanabe) – dowódca samurajów, znakomicie wyszkolony wojownik.
- Sierżant Zebulon Gant (Billy Connolly) – przyjaciel Algrena, dobry żołnierz.
- Nobutada (Shin Koyamada) – syn Katsumoto.
- Pułkownik Benjamin Bagley (Tony Goldwyn) – cyniczny dowódca armii mającej stłumić powstanie samurajów.
- Simon Graham (Timothy Spall) – lekko nierozgarnięty tłumacz Algrena.
- Omura (Masato Harada) – polityk.
- Nakao (Shun Sagata) – zastępca Katsumoto.
- Taka (Koyuki Katō) – piękna siostra Katsumoto. Miała dwóch synów.
- Ujio (Hiroyuki Sanada) – najbardziej lojalny samuraj Katsumoto.
- Ochroniarz Omury (John Koyama)

## Nagrody
Film otrzymał 4 nominacje do Oscara w kategoriach: Najlepszy Aktor Drugoplanowy (Ken Watanabe), Najlepsze Kostiumy, Najlepsza Scenografia i Najlepszy Dźwięk. Tom Cruise otrzymał nominację do MTV Movie Awards w kategorii Najlepszy Aktor.

## Fabuła
Rok 1876. Kapitan Nathan Algren (Tom Cruise) po traumatycznych przeżyciach z okresu służby w armii Stanów Zjednoczonych bezwzględnie i brutalnie pacyfikującej wioski indiańskie, jest wrakiem człowieka, nadużywa alkoholu, ma koszmary. Z braku lepszych alternatyw przyjmuje propozycję wyjazdu do Japonii, gdzie ma szkolić tamtejszą armię przeciwko nieposłusznym rebeliantom – samurajom dowodzonym przez Katsumoto (Ken Watanabe). Niestety, nie otrzymuje dość czasu na odpowiednie wyszkolenie żołnierzy, w związku z czym rząd wysyła nieprzygotowaną armię przeciwko świetnie wyszkolonym samurajom. Armia Algrena zostaje rozgromiona, a on sam trafia do niewoli. W wiosce samurajów zostaje oddany pod opiekę siostrze Katsumoto – pięknej Tace (Koyuki Katō), której Algren podczas bitwy zabił męża. Mimo tego zaprzyjaźniają się ze sobą. W wiosce samurajów Algren znajduje spokój i zaprzyjaźnia się z mieszkańcami. Przesiąka zasadami kodeksu honorowego bushidō i zostaje jednym z samurajów. Wkrótce zostanie wysłana kolejna, lepiej wyszkolona i wyposażona armia cesarska, jednak Algren postanawia stanąć po stronie samurajów.